# La leggenda dei tre fiori
La leggenda dei tre fiori è un film muto italiano del 1919 diretto da Edoardo Bencivenga

## Trama
La pellicola racconta tre leggende ispirate ad altrettanti fiori.
Il narciso. Narciso ama, non corrisposto, Ciria. Per il dolore si uccide gettandosi in uno stagno, sulle cui rive cresceranno dei fiori bianchi.
Miosotis. Naradin ama Thesia e la rapisce dal palazzo di Navarshat. Arrivati in Italia viene convinto che Thesia è un'infedele e l'abbandona, per cui Thesia muore distrutta dal dolore. Sulla sua tomba cresceranno dei piccoli fiori a forma di stella.
Il garofano rosso. Aldo regala una corona di garofani rosa ad Albinia. Alessio, geloso, uccide Aldo e porta ad Albinia una corona di garofani, macchiati dal sandue di Aldo. Albinia, disperata, si toglie la vita.